# Janet Suzman
Dame Janet Suzman, DBE (sinh ngày 9 tháng 2 năm 1939) là một nữ diễn viên người Nam Phi và Anh, có một sự nghiệp ban đầu thành công trong Công ty Royal Shakespeare, sau đó đóng lại nhiều vai kịch Shakespeare, và các vai diễn khác trên TV. Trong bộ phim đầu tiên của cô, Nicholas và Alexandra (1972), vai diễn Hoàng hậu của cô đã giành được nhiều danh hiệu, trong đó có một đề cử cho giải Oscar cho Nữ diễn viên xuất sắc nhất.
Suzman sau đó đóng vai chính trong một loạt các bộ phim truyền hình cổ điển và hiện đại cũng như chỉ đạo nhiều tác phẩm, cả ở Anh và Nam Phi. Cô là cháu gái của Helen Suzman, chính trị gia Nam Phi và là nhà vận động chống phân biệt chủng tộc. Bản thân Suzman đã xuất hiện trong một bộ phim nhìn kỹ về vấn đề phân biệt chủng tộc, Mùa khô trắng (1989).

## Đầu đời
Janet Suzman được sinh ra tại một gia đình Do Thái, con gái của Betty (nhũ danh Sonnenberg) và Saul Suzman, một nhà nhập khẩu thuốc lá giàu có.
Ông nội của cô, Max Sonnenberg, là một thành viên của quốc hội Nam Phi, và cô là cháu gái của nhà vận động chống dân quyền quá cố / chống phân biệt chủng tộc, Helen Suzman.Helen Suzman. Suzman được đào tạo tại trường độc lập Kingsmead College, Johannesburg, và tại Đại học Witwatersrand, nơi cô học tiếng Anh và tiếng Pháp. Cô chuyển đến London vào năm 1959.

## Giai đoạn sự nghiệp
Sau khi được đào tạo ngành sân khấu tại Học viện Âm nhạc và Nghệ thuật Sân khấu London, Suzman đã ra mắt với vai Liz trong Billy Liar tại Nhà hát Tower, Ipswich, vào năm 1962. Cô trở thành thành viên của Công ty Royal Shakespeare vào năm 1963 và bắt đầu sự nghiệp ở đó khi Joan of Arc trong Cuộc chiến của hoa hồng (1962 Lỗi64). RSC đã cho cô cơ hội đóng vai nhiều nữ anh hùng của Shakespearean, bao gồm Rosaline trong Love's Labour's Lost, Portia trong The Merchant of Venice, Ophelia in Hamlet, Kate trong The Taming of the Shrew, Beatrice in much Ado About nothing, Celia và Rosalind trong As You Like It, Lavinia trong Titus Andronicus và cô nàng Cleopatra, bí ẩn, hăng hái và quyến rũ, vào năm 1973, về việc các nhà phê bình đã ca ngợi, và được cho là một màn trình diễn dứt khoát. Cô nàng Cleopatra bị bắt trên phim. Mặc dù sự xuất hiện trên sân khấu của cô có xu hướng chạy tự nhiên về phía Shakespeare và các tác phẩm kinh điển, bao gồm Hedda Gabler của Ibsen, Ba chị em của Chekhov, Marlowe, Racine, Gorky và Brecht, cô cũng xuất hiện trong các vở kịch của Genet, Pinter, Ronald Harwood.